# Municipio de Bethlehem (Nueva Jersey)
El municipio de Bethlehem (en inglés: Bethlehem Township) es un municipio ubicado en el condado de Hunterdon en el estado estadounidense de Nueva Jersey. En el año 2010 tenía una población de 3.979 habitantes y una densidad poblacional de 73,69 personas por km².

## Geografía
El municipio de Bethlehem se encuentra ubicado en las coordenadas 40°40′27″N 75°0′52″O / 40.67417, -75.01444.

## Demografía
Según la Oficina del Censo en 2000 los ingresos medios por hogar en el municipio eran de $88,048 y los ingresos medios por familia eran $92,768. Los hombres tenían unos ingresos medios de $69,063 frente a los $41,806 para las mujeres. La renta per cápita para la localidad era de $35,298. Alrededor del 1% de la población estaba por debajo del umbral de pobreza.